# 롤프 세던
롤프 세던(Rolfe Sedan, 1896년 1월 20일 ~ 1982년 9월 15일)은 미국의 연극 배우, 텔레비전 배우이다.
뉴욕에서 태어났으며 퍼시픽팰리세이즈에서 사망하였다. 할리우드 포에버 공동묘지에 매장되었다.

## 영화
- 프리스코 키드 (1979년)
- 월드 그레이티스트 러버 (1977년)
- 영 프랑켄슈타인 (1974년)
- 베드타임 스토리 (1964년)
- 미스터 에드 (1961년)
- 나의 세 아들 (1960년)
- 신사는 금발을 좋아한다 (1953년)
- 마이 페이버릿 스파이 (1951년)
- 레츠 댄스 (1950년)
- 스토리 오브 버넌 앤 아이린 캐슬 (1939년)
- 에브리씽 해펀즈 앳 나잇 (1939년)
- 니노치카 (1939년)
- 댓 서튼 에이지 (1938년)
- 더 파이어플라이 (1937년)
- 더블 오어 노씽 (1937년)
- 씬 아이스 (1937년)
- 로즈 마리 (1936년)
- 파리 인 스프링 (1935년)
- 오페라의 밤 (1935년)
- 원더 바 (1934년)
- 메리 위도우 (1934년)
- 키드 밀리언스 (1934년)
- 캣 앤 더 피들 (1934년)
- 히어 이즈 마이 하트 (1934년)
- 그림자 없는 남자 (1934년)
- 삶의 설계 (1933년)
- 노라 모란의 원죄 (1933년)
- 미트 더 바론 (1933년)
- 42번가 (1933년)
- 러브 미 투나잇 (1932년)
- 천국의 말썽 (1932년)
- 허 매제스티, 러브 (1931년)
- 50 밀리언 프렌치맨 (1931년)
- 몽키 비지니스 (1931년)
- 스윗 키티 벨라스 (1930년)
- 쇼 걸 인 헐리우드 (1930년)
- 파티 걸 (1930년)
- 파라마운트 온 퍼레이드 (1930년)
- 라이프 오브 더 파티 (1930년)
- 몬테 카를로 (1930년)
- 어 레이디스 모랄스 (1930년)
- 러브 트랩 (1929년)
- 더블 후피 (1929년)
- 이츠 어 그레이트 라이프 (1929년)
- 철가면 (1929년)
- 쇼 피플 (1928년)
- 육체와 악마 (1926년)
- 스물더링 파이어스 (1925년)
- 메리 위도우 (1925년)